# Yle FSR
Yle FSR (Finlands Svenska Radio) ingår i Svenska Yle, ett public-service bolag för radio och TV i Finland. Utbudet inom Yle FSR består av två radiokanaler, nämligen Radio Vega och Radio X3M.